# Chironius
Chironius är ett släkte av ormar som ingår i familjen snokar.
Arterna är med en längd upp till cirka 1,5 meter små till medelstora ormar. De förekommer i Sydamerika från kontinentens centrala del norrut. Habitatet utgörs av skogar och av mera öppna landskap med några trädgrupper. Individerna vistas på marken eller i den låga växtligheten. De jagar ödlor, småfåglar och mindre däggdjur. Honor lägger ägg.

## Systematik
Arter enligt Catalogue of Life:
- Chironius bicarinatus
- Chironius carinatus
- Chironius exoletus
- Chironius flavolineatus
- Chironius fuscus
- Chironius grandisquamis
- Chironius laevicollis
- Chironius laurenti
- Chironius monticola
- Chironius multiventris
- Chironius quadricarinatus
- Chironius scurrulus
- Chironius vincenti

Andra verk listar upp till 21 arter.